# Heilig Kruiskerk van Kleparz
De Heilige Kruiskerk van Kleparz (Pools: Kościół Świętego Krzyża) is een voormalige 14e-eeuwse kerk in Krakau.

## Geschiedenis
Het van oorsprong benedictijnse convent is in 1390 gesticht door Wladislaus II Jagiello en zijn vrouw Hedwig van Polen. Het koningspaar vestigde een groep Kerkslavischsprekende monniken uit Praag in dit convent. Het bouwwerk brandde af tijdens het beleg van Krakau in 1655 en werd het jaar daarop afgebroken. De kerk werd in 1684 met behulp van het gotische muurwerk heropgebouwd door een rijke burger genaamd Jan Sroczyński en is in 1687 of 1691 ingewijd. Het is vanwege de overeenkomsten met de nabijgelegen Franciscus van Saleskerk dat men ervan uitgaat dat de architect Jan Solari ook deze kerk heeft gebouwd. Het gebouw stond in 1755 of 1768 in brand en is uiteindelijk in 1818 gesloopt.

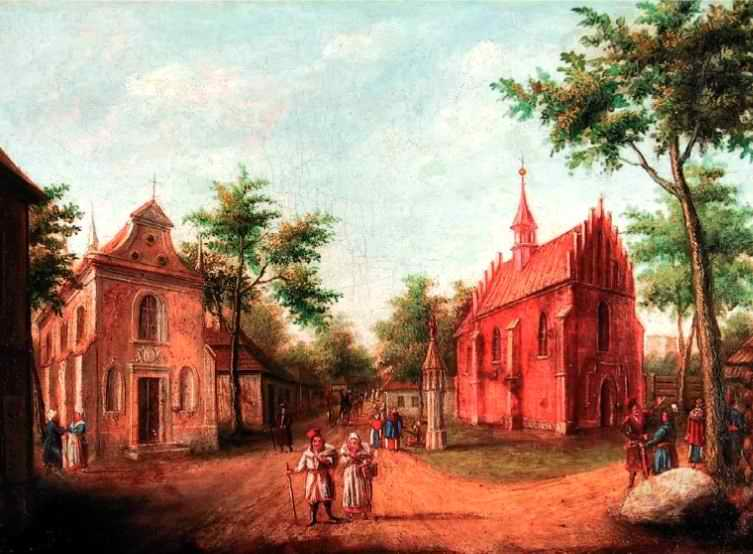
De Heilige Kruiskerk van Kleparz (links), afgebeeld op een schilderij (ca. 1845)

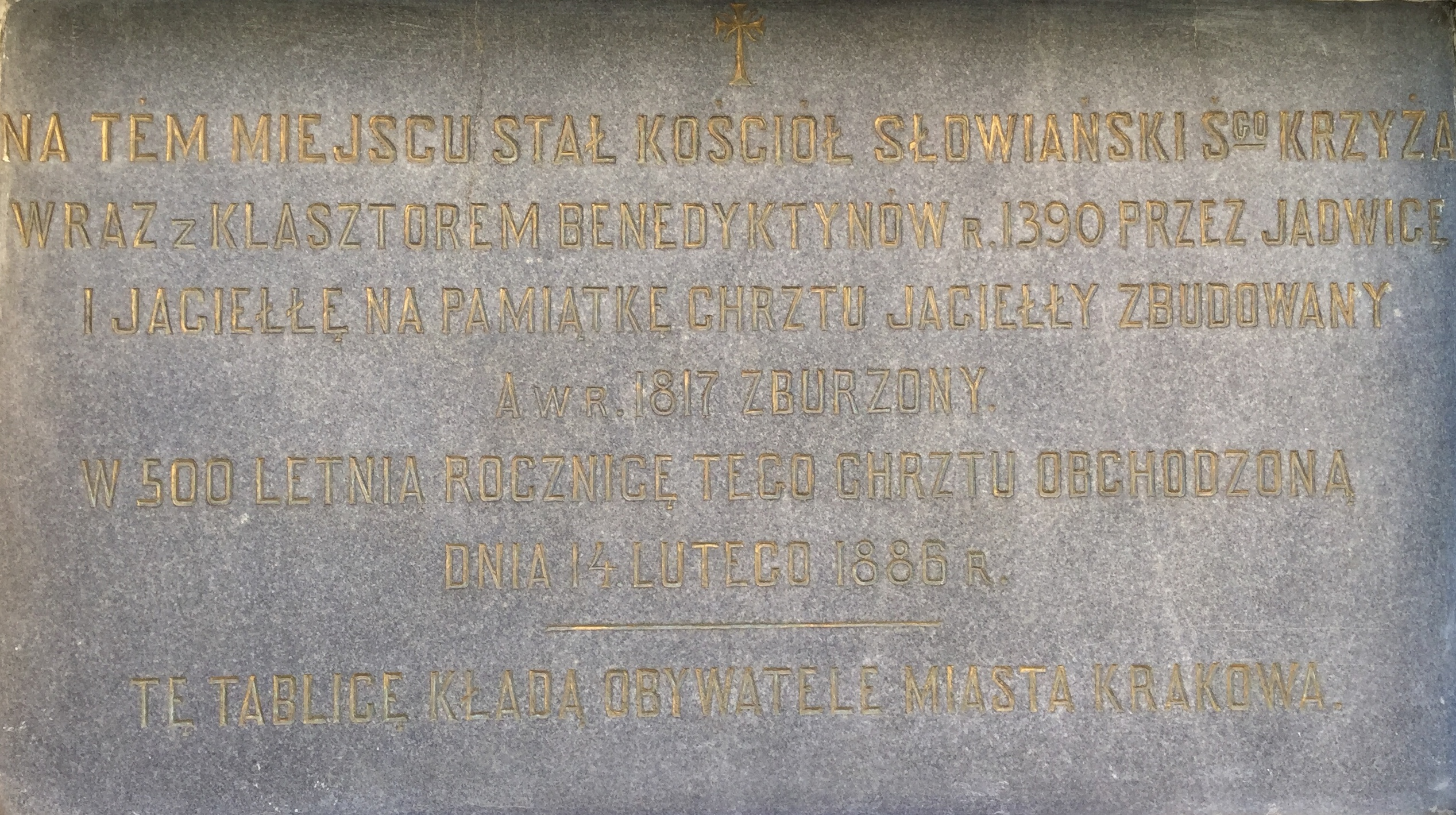
Herdenkingsplaquette ter nagedachtenis aan de voormalige kerk. Długa 42, Krakau